# Дихлордифенилдихлорэтан (пестицид)
4,4'-Дихло́рдифени́лдихло́рэта́н (4,4'-ДДД, п,п'-ДДД, p,p-DDD) — хлорсодержащее ароматическое органическое соединение, ранее активно использовалось в качестве инсектоакарицида (средства против насекомых и клещей). Является продуктом разложения пестицида ДДТ  в результате метаболизма и относится к числу стойких органических загрязнителей, широко распространенных в окружающей среде и живых организмах.

## Физические свойства
Нерастворим в воде, растворяется в органических растворителях. Разрушается в щелочной среде и под действием ультрафиолета.

## Физиологическое действие
Менее активен для теплокровных, чем для насекомых и клещей. ЛД50 для крыс составляет 0,113—3,4 г/кг. Проявляет канцерогенные и мутагенные свойства, оказывает раздражающее действие.

## Образование из ДДТ
Было показано, что ДДД образуется в результате метаболизма ДДТ в живых организмах (бактериях и грибах), например, дрожжи превращают ДДТ в ДДД за 3 суток с выходом более 85% в результате реакции  восстановительного дегидрохлорирования.

Реакция восстановительного дегидрохлорирования ДДТ в ДДД при метаболизме в клетках дрожжей

## Воздействие на окружающую среду
ДДД является продуктом разложения пестицида ДДТ, что определяет отнесение его к стойким органическим загрязнителям (СОЗ). При этом,  ДДД не включён в перечни веществ, относящихся к СОЗ в соответствии со Стокгольмской конвенцией. Является одним из маркеров при анализе загрязнённости окружающей среды хлорсодержащими пестицидами и их влияния на развитие онкологических заболеваний.

## Техника безопасности
При работе использовать средства индивидуальной защиты: респиратор, защитные очки, перчатки.